# (1603) Neva
(1603) Neva es un asteroide perteneciente al cinturón de asteroides descubierto el 4 de noviembre de 1926 por Grigori Nikoláievich Neúimin desde el observatorio de Simeiz en Crimea.
Está nombrado por el Nevá, río de Rusia que desemboca en San Petersburgo.